# Gillette-i Főiskola
A Gillette-i Főiskola (angolul: Gillette College) kétéves képzéseket kínáló közösségi főiskola az Amerikai Egyesült Államok Wyoming államának Gillette városában, az állam legújabb felsőoktatási intézménye. 2021-ben jött létre az Észak-wyomingi Közösségi Főiskolából való kiválással. Felsőoktatási szakképzések mellett szakmai előkészítő kurzusokat (például hegesztő, villanyszerelő) is indítanak.
Mivel még nem rendelkezik akkreditációval, egyes kurzusokat korábbi anyaintézményén keresztül oktatnak.

## Oktatás
A fenntartási költségeket, tankönyveket és egyéb felszereléseket magában foglaló körülbelüli kreditenkénti tandíj az első 11 kredit esetén wyomingiaknak 130, a költségcsökkentési programban részt vevők számára 180, míg a vendéghallgatóknak 320 dollár; az utolsó 18 kreditnél ez száz dollárra csökken.
Az 1983 januárjában alapított ápolási főiskola kezdetben ápolóasszisztenseket, majd később már szakápolókat is képzett. A képzésre évente körülbelül harminc főt vesznek fel (2017-ben 244-en felvételiztek).

## Lakhatás
A hallgatók két helyszínen lakhatnak: a háromszintes Inspiration Hallban vagy a Tanner Village apartmanházban.

## Hallgatói szervezetek
Az Energy City Voices kórust 2020-ban szüntették meg és a sportegyesülettel együtt 2023 őszén indították újra.

## Sport
A Gillette Pronghorns 2020-ban megszűnt és 2023 őszén indult újra. A férfi és női kosárlabda-, férfi- és női labdarúgó-, illetve röplabdacsapatot fenntartó egyesület a National Junior College Athletic Association IX-es régiójának tagja. Az egykori rodeócsapat a National Intercollegiate Rodeo Association tagja volt.

## Nevezetes személy
- Deishuan Booker, kosárlabdázó[13]

## Galéria

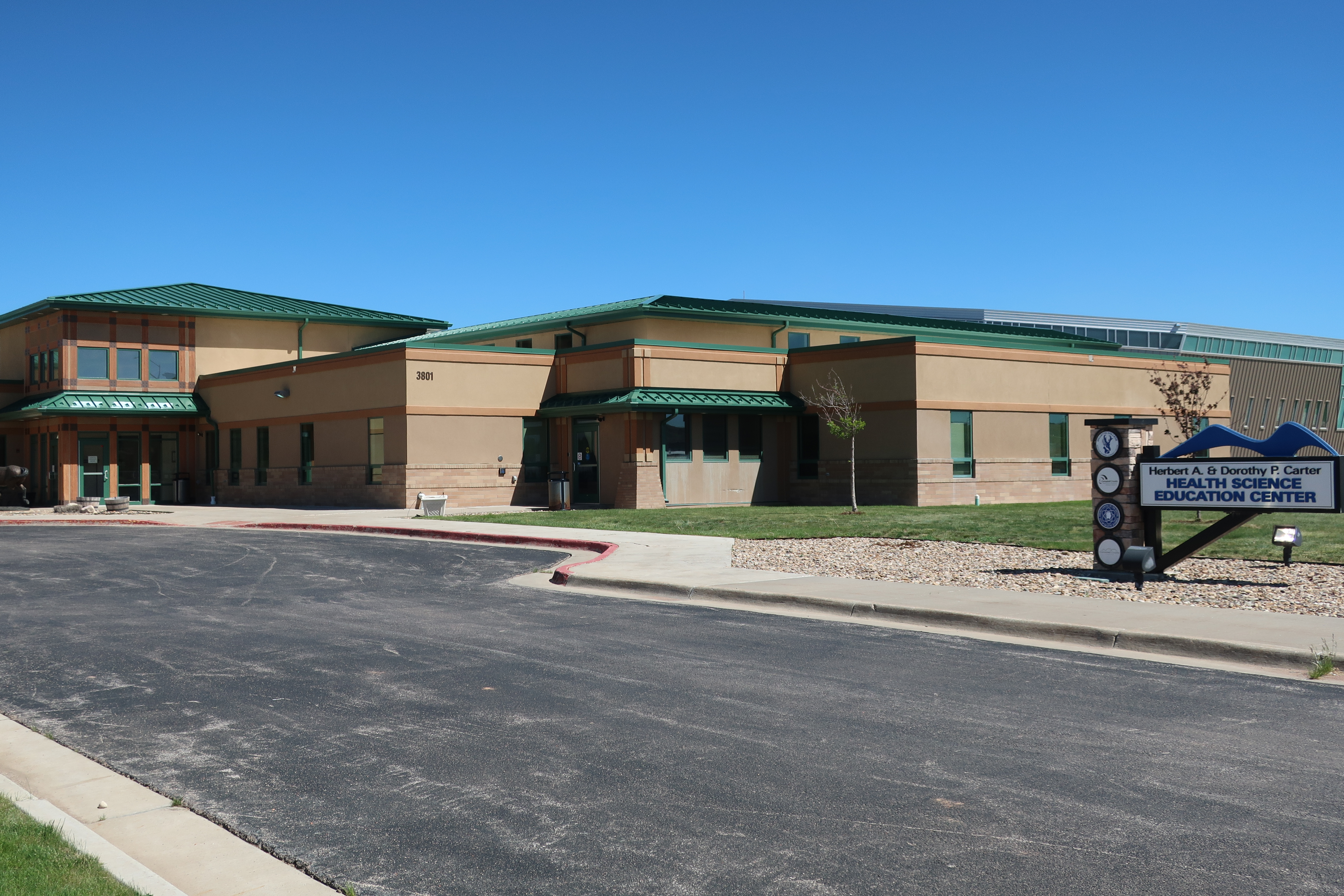
Egészségtudományi képzőhely
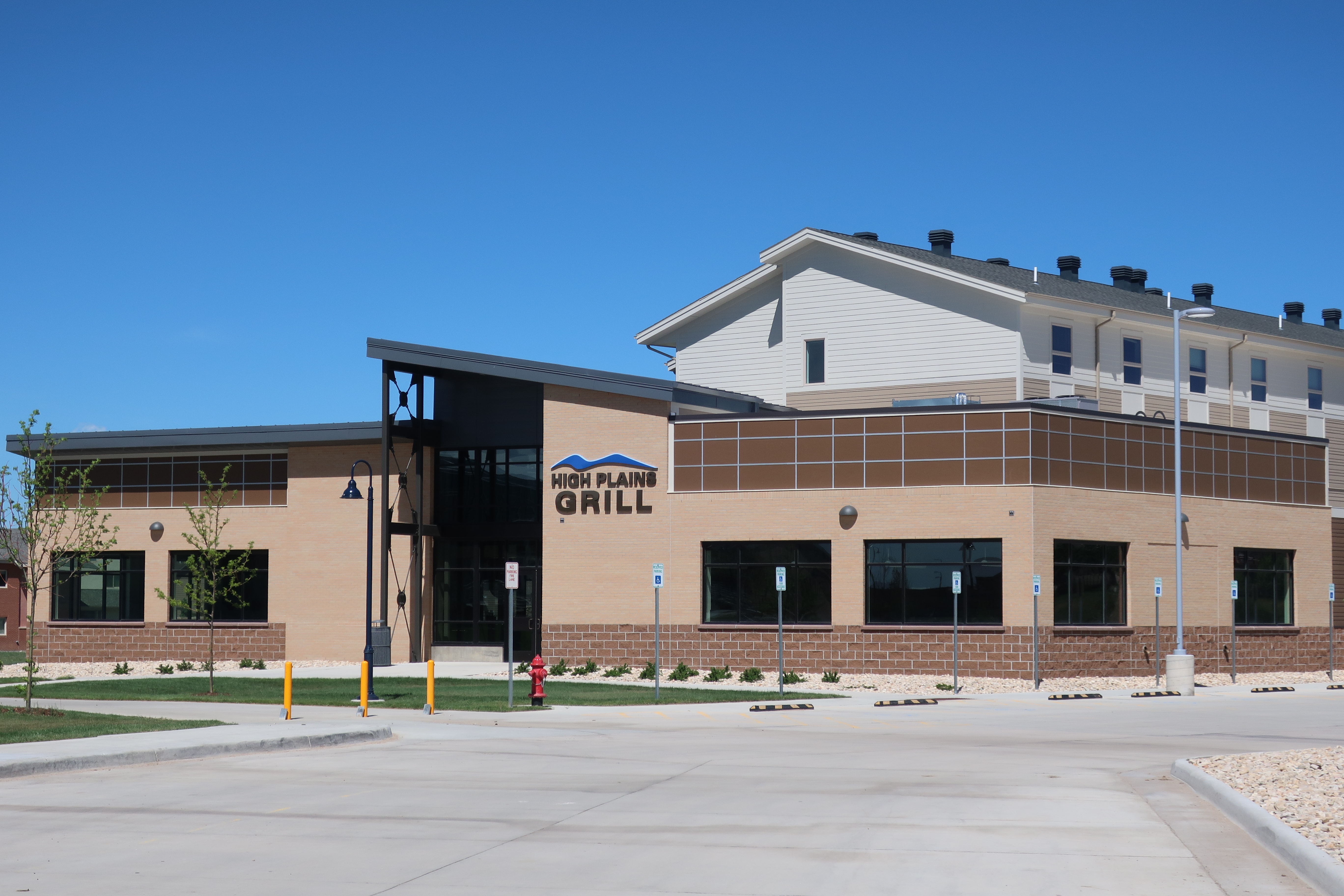
High Plains Grill
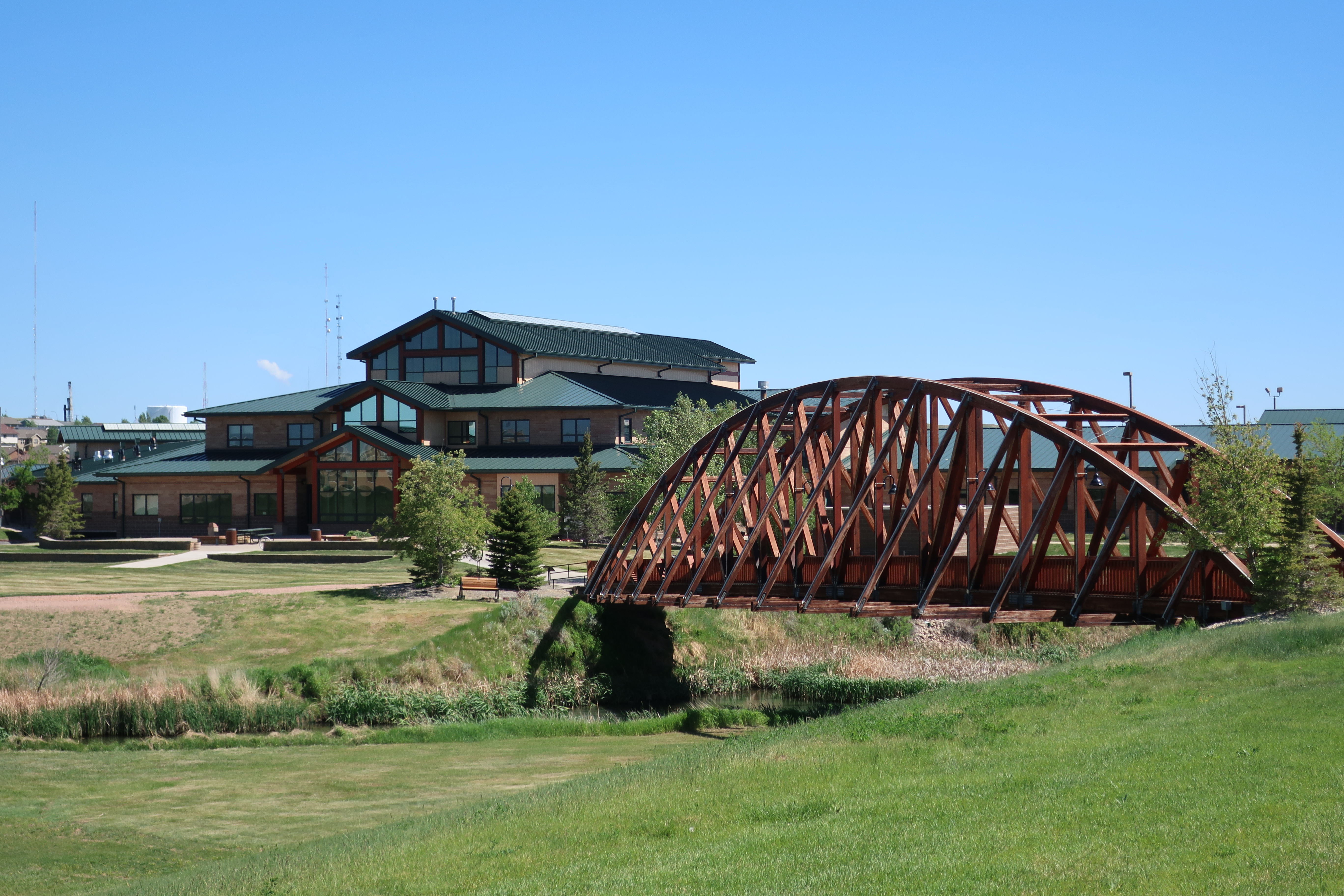
A főépület hátulja
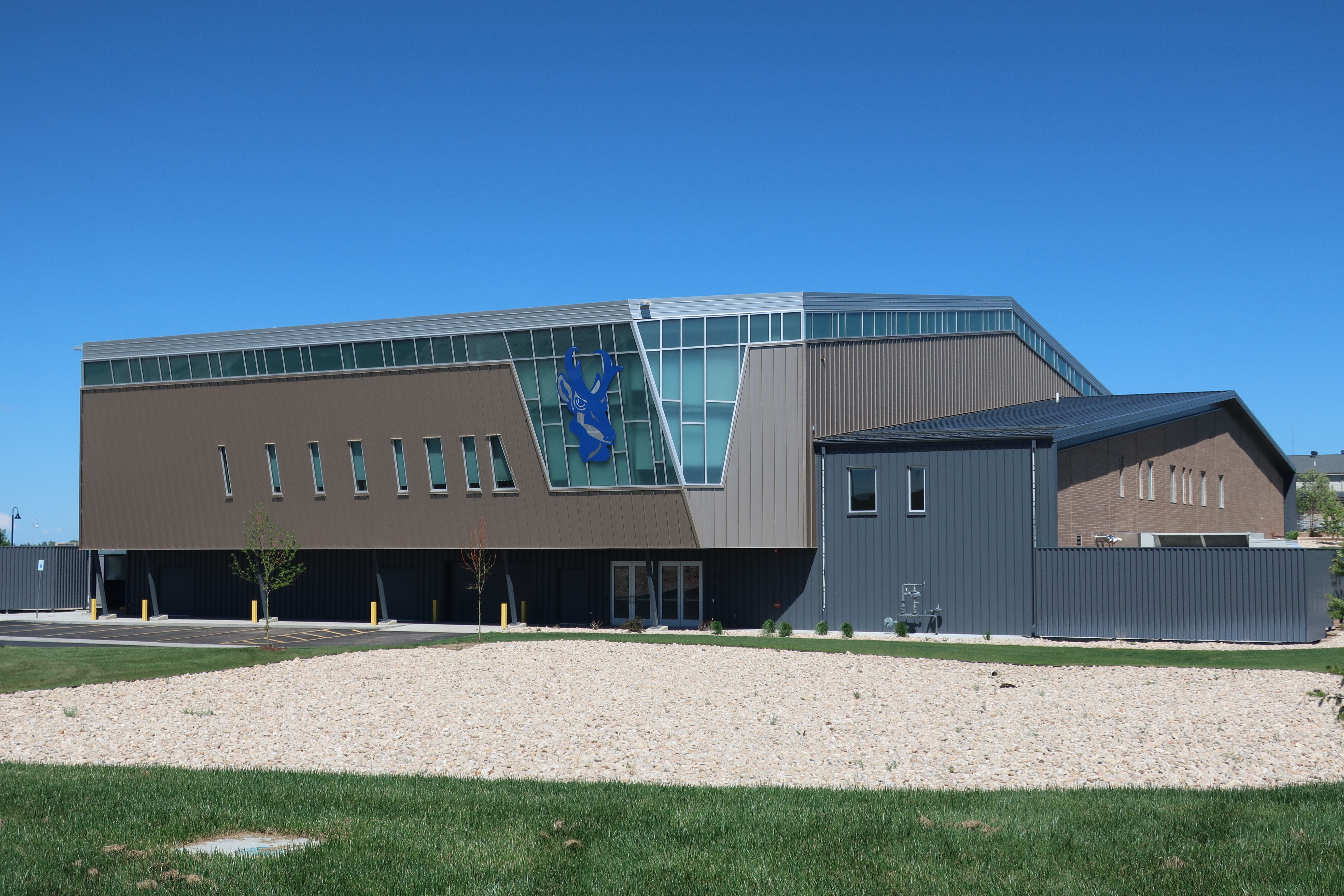
Sportcsarnok
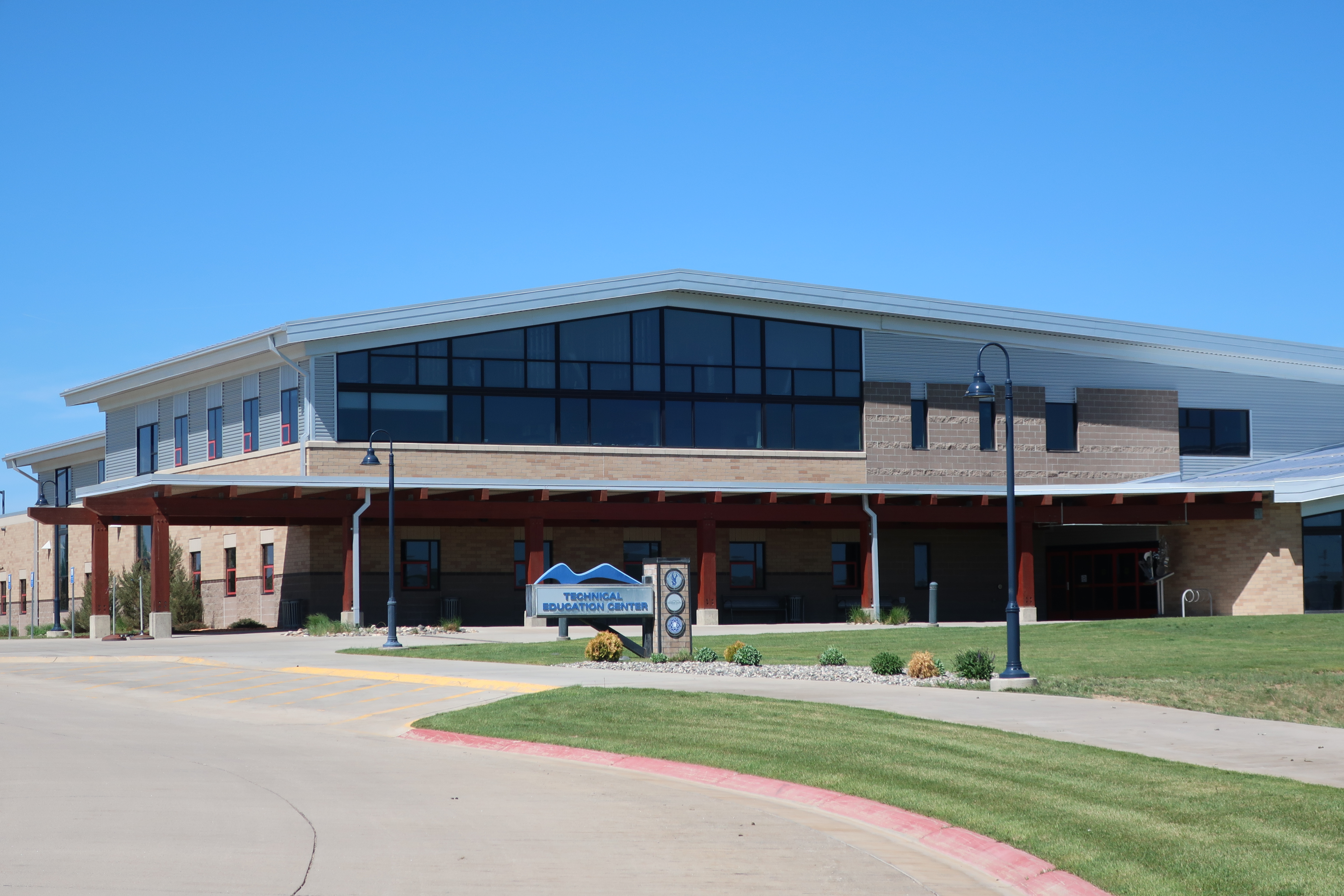
Műszaki képzőközpont

## Fordítás
- Ez a szócikk részben vagy egészben  a   Gillette College című angol Wikipédia-szócikk ezen változatának fordításán alapul.  Az eredeti cikk szerkesztőit annak laptörténete sorolja fel. Ez a jelzés csupán a megfogalmazás eredetét és a szerzői jogokat jelzi, nem szolgál a cikkben szereplő információk forrásmegjelöléseként.